# Виртуелни завичајни музеј Пожеге
Виртуелни завичајни музеј Пожеге је дигитални музеј настао уз подршку Министарства културе и информисања који за циљ има приказивање предмета који приказују културну баштину и историју пожешког краја.
Настао је по замисли и идеји бивше директорке Kултурног центра Пожега, Слађане Петровић Варагић. Дипломирани археолог, Марина Kотарац, обилазила је насеља у Пожеги и околини, прикупљајући и бележећи информације које се тичу историје пожешког краја чиме је направила велику колекцију, довољну за почетну поставку реалног музеја. Евидентиран је и фотографисан велики број предмета, претежно етнолошког материјала. Организоване су три изложбе на којима се нашао велики број предмета (147), док они који нису изложени, евидентирани су и фотографисани. Након организованих изложби, предмети су враћени власницима, док је само мањи број поклоњен Kултурном центру Пожега. Kултурни центар Пожега не поседује просторије у којима би се поклоњењи предмети чували на адекватан начин, па су из тог разлога предмети враћени власницима, уз њихову сагласност да их када се за то стекну услови поклоне за формирање Завичајне збирке. Како је време пролазило, а проблем простора где би се ти предмети оставили, одложили или изложили остао, пронашло се решење да се грађанство упозна са историјском баштином кроз креирање виртуелног завичајног музеја.
На основу пројекта којим је Културни центар Пожега аплицирао и добио позитиван одговор на конкурсу Министарства културе и информисања, предмети из збирки прикупљени и приказани кроз раније пројекте „Отргнути од заборава” и „Стари пожешки занати” представљени су у Виртуелном завичајном музеју Пожеге отвореном 8. децембра 2015. године на адреси www.muzejpozega.rs.
У музеју је заступљен велики број предмета који чине збирке: Занати, Оружје и опрема ратника, Музика, Сеоско покућство, Градско покућство, Керамика, Справе и помагала за производњу текстила, Накит и Остало.